# Ming do Sul
```
   |-
       |
Erro:
:  
valor não especificado para "
nome_comum
"

   |-
       | 
Erro:
:  
valor não especificado para "
continente
"
```

A Dinastia Ming do Sul (chinês: 南明, pinyin: Nán Míng), também conhecida na historiografia como Ming Posterior (chinês tradicional: 後明, chinês simplificado: 后明, pinyin: Hòu Míng), oficialmente Grande Ming (chinês: 大明, pinyin: Dà Míng), foi uma dinastia imperial da China e uma série de estados remanescentes da Dinastia Ming que surgiram após o Incidente de Jiashen de 1644. Os rebeldes camponeses liderados por Li Zicheng, que fundou a curta Dinastia Shun, capturaram Pequim e o imperador Chongzhen cometeu suicídio. O general Ming Wu Sangui então abriu os portões do Passo de Shanhai, na seção oriental da Grande Muralha, aos Estandartes Qing, na esperança de usá-los para aniquilar as forças Shun. Os leais aos Ming fugiram para Nanjing, onde entronizaram Zhu Yousong como o Imperador Hongguang, marcando o início do Ming do Sul. O regime de Nanjing durou até 1645, quando as forças Qing capturaram Nanjing. Zhu fugiu antes da cidade cair, mas foi capturado e executado logo depois. Figuras posteriores continuaram a exercer a corte em várias cidades do sul da China, embora os Qing os considerassem pretendentes.
O regime de Nanjing não tinha recursos para pagar e abastecer os seus soldados, que foram deixados a viver da terra e saquearam o campo. O comportamento dos soldados era tão notório que sua entrada foi recusada pelas cidades em condições de fazê-lo. O oficial da corte Shi Kefa obteve canhões modernos e organizou a resistência em Yangzhou. Os canhões abateram um grande número de soldados Qing, mas isso só enfureceu aqueles que sobreviveram. Após a queda da cidade de Yangzhou, em maio de 1645, os Manchus iniciaram uma pilhagem massacre geral e escravizaram todas as mulheres e crianças no notório massacre de Yangzhou. Nanjing foi capturada pelos Qing em 6 de junho e o imperador Hongguang foi levado para Pequim e executado em 1646.
Os literatos das províncias responderam às notícias de Yangzhou e Nanjing com grande emoção. Alguns recrutaram a sua própria milícia e tornaram-se líderes da resistência. Shi foi celebrizado e houve uma onda de sacrifícios desesperados por parte dos legalistas que juraram apagar a vergonha de Nanjing. No final de 1646, o heroísmo desapareceu e o avanço Qing foi retomado. Notáveis "pretendentes" Ming realizaram corte em Fuzhou (1645-1646), Guangzhou (1646-1647) e Anlong (1652-1659). O Imperador Yongli foi o último e também o mais longo imperador da dinastia (1646-1662) e conseguiu lutar contra as forças Qing ao lado dos exércitos camponeses no sudoeste da China antes de sua captura em Mianmar em 1662. O Príncipe de Ningjing, no Reino de Tungning (baseado na atual Tainan, Taiwan) afirmava ser o legítimo sucessor do trono de Ming até 1683, embora lhe faltasse poder político real. O Imperador Yongli foi o último soberano geralmente reconhecido do Sul Ming antes de sua morte em 1662.</ref>
O fim do regime Ming e o subsequente regime de Nanjing são retratados em The Peach Blossom Fan, um clássico da literatura chinesa. A convulsão deste período, por vezes referida como o cataclismo Ming-Qing, tem sido associada a um declínio na temperatura global conhecido como a Pequena Idade do Gelo. Com a agricultura devastada por uma seca severa, havia mão de obra disponível para numerosos exércitos rebeldes.

## Prelúdio
A queda da conquista Ming e da conquista Qing que se seguiu foi um período de guerra catastrófica e declínio populacional na China. A China passou por um período de clima extremamente frio entre a década de 1620 e a década de 1710. Alguns estudiosos modernos associam a queda mundial da temperatura nesta época ao Mínimo de Maunder, um período prolongado de 1645 a 1715, quando as manchas solares estavam ausentes. Seja qual for a causa, a mudança no clima reduziu os rendimentos agrícolas e reduziu as receitas do Estado. Também levou à seca, que deslocou muitos camponeses. Houve uma série de revoltas camponesas no final da dinastia Ming, culminando em uma revolta liderada por Li Zicheng que capturou Pequim em 1644.
A ideologia Ming enfatizou a administração autoritária e centralizada, referida como "supremacia imperial" ou huángjí . No entanto, a tomada de decisão central abrangente estava além da tecnologia da época. O princípio da uniformidade significava que o menor denominador comum era frequentemente escolhido como padrão. A necessidade de implementar mudanças a nível de todo o império complicou qualquer esforço para reformar o sistema, deixando os administradores impotentes para responder numa época de convulsão.
Os funcionários públicos eram selecionados por um árduo sistema de exames que testava o conhecimento da literatura clássica. Embora pudessem ser capazes de citar precedentes da dinastia Zhou de comportamento justo e injusto, raramente tinham tanto conhecimento quando se tratava de questões económicas, sociais ou militares contemporâneas. Ao contrário das dinastias anteriores, os Ming não tiveram primeiro-ministro. Assim, quando um jovem governante se retirava para a corte interna para desfrutar da companhia das suas concubinas, o poder era transferido para os eunucos. Apenas os eunucos tinham acesso ao tribunal interno, mas as camarilhas eunucas eram desconfiadas pelos funcionários que deveriam cumprir os decretos do imperador. Funcionários educados na Academia Donglin eram conhecidos por acusar os eunucos e outros de falta de retidão.
Em 24 de abril de 1644, os soldados de Li romperam as muralhas da capital Ming, Pequim. O Imperador Chongzhen cometeu suicídio no dia seguinte para evitar a humilhação em suas mãos. Remanescentes da família imperial Ming e alguns ministros da corte procuraram então refúgio na parte sul da China e reagruparam-se em torno de Nanjing, a capital auxiliar Ming, ao sul do rio Yangtze. Assim surgiram quatro grupos de poder diferentes:
- O Grande Shun (大順), liderado por Li Zicheng, governou ao norte do rio Huai.
- O Grande Xi (大西), liderado por Zhang Xianzhong, controlava a província de Sichuan.
- Os Grandes Qing (大清), liderados pelos Manchus, controlavam a área nordeste além do Passo de Shanhai, bem como muitas das tribos mongóis.
- Os remanescentes da dinastia Ming só poderiam sobreviver ao sul do rio Huai, conhecido retroativamente como Ming do Sul.

### Muçulmanos leais aos Ming no Noroeste
Em 1644, os muçulmanos leais aos Ming em Gansu liderados pelos líderes muçulmanos Milayin (米喇印)  e Ding Guodong (丁國棟) lideraram uma revolta em 1646 contra os Qing durante a rebelião de Milayin, a fim de expulsar os Qing e restaurar Zhu Shichuan, Príncipe de Yanchang ao trono como imperador. Os leais aos muçulmanos Ming foram apoiados pelo sultão Sa'id Baba (巴拜汗) de Hami e seu filho Turumtay (土倫泰). Os leais muçulmanos Ming foram acompanhados por tibetanos e chineses han na revolta. Após ferozes combates e negociações, um acordo de paz foi alcançado em 1649, e Milayan e Ding juraram nominalmente lealdade aos Qing e receberam patentes como membros do exército Qing. Quando outros leais aos Ming no sul da China ressurgiram e os Qing foram forçados a retirar suas forças de Gansu para combatê-los, Milayan e Ding mais uma vez pegaram em armas e se rebelaram contra os Qing. Os muçulmanos leais aos Ming foram então esmagados pelos Qing, com 100.000 deles, incluindo Milayin, Ding Guodong e Turumtay mortos em batalha.
O estudioso muçulmano confucionista Hui Ma Zhu (1640–1710) serviu com os leais aos Ming do Sul contra os Qing. Zhu Yu'ai, Príncipe de Gui, foi acompanhado por refugiados Hui quando fugiu de Huguang para a fronteira com a Birmânia em Yunnan e como um sinal de seu desafio contra os Qing e lealdade aos Ming, eles mudaram seu sobrenome para "Ming".

## Corte de Nanjing (1644-1645)

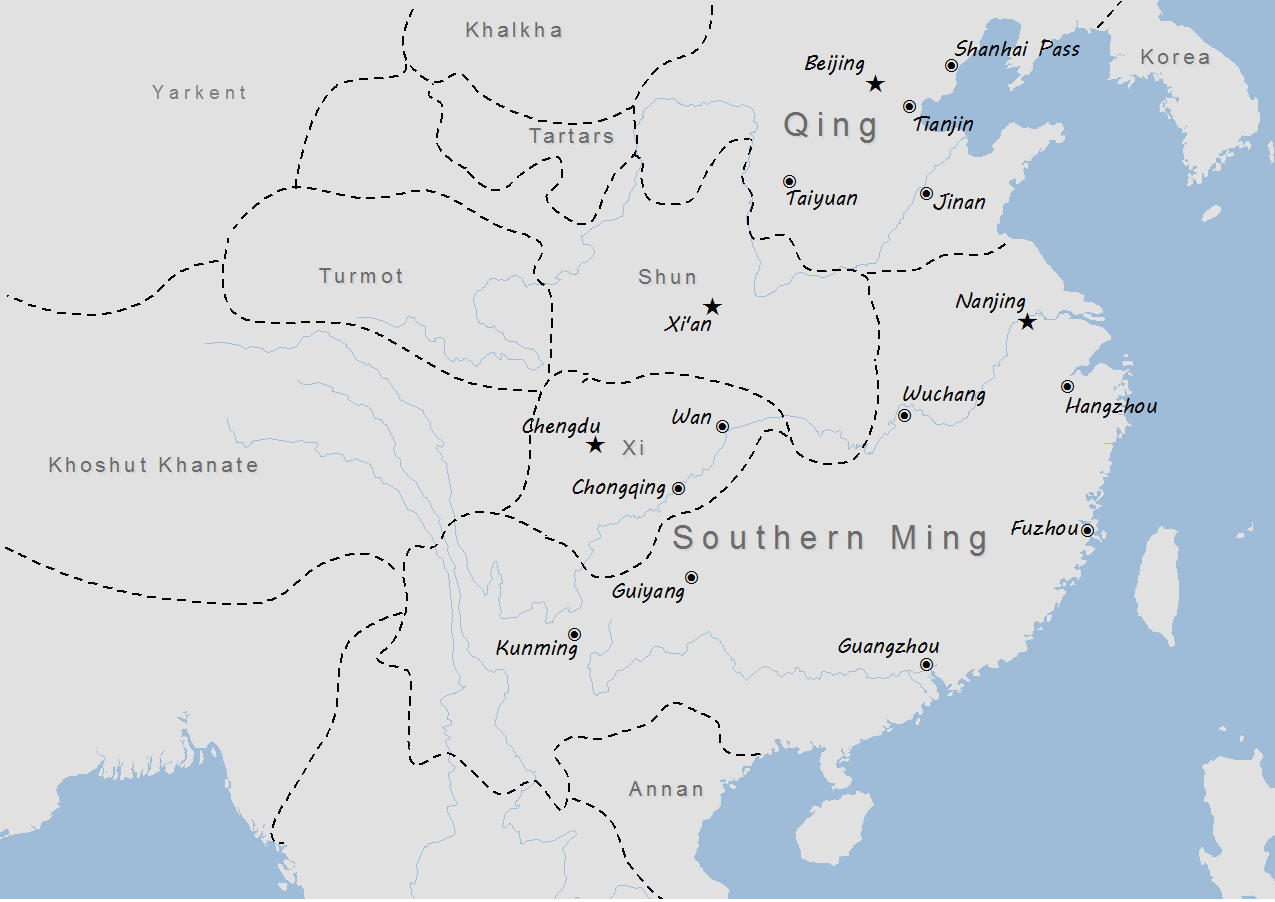
Os vários regimes do Sul de Ming, novembro de 1644

Quando a notícia da morte do imperador Chongzhen chegou a Nanjing em maio de 1644, o destino do aparente herdeiro ainda era desconhecido. Mas os funcionários judiciais rapidamente concordaram que era necessária uma figura imperial para reunir o apoio leal. No início de junho, foi criado um governo provisório liderado pelo Príncipe de Fu. Quando chegou às proximidades de Nanjing, o príncipe já contava com o apoio de Ma Shiying e Shi Kefa. Ele entrou na cidade no dia 5 de junho e aceitou o título de “protetor do estado” no dia seguinte. Instigado por alguns funcionários da corte, o Príncipe de Fu imediatamente começou a considerar a possibilidade de ascender ao trono. O príncipe tinha uma reputação problemática em termos de moralidade confucionista, por isso alguns membros da facção Donglin sugeriram o Príncipe de Lu como alternativa. Outras autoridades observaram que o Príncipe de Fu, como o próximo na linhagem de sangue, era claramente a escolha mais segura. Em qualquer caso, a chamada facção da "justiça" não estava interessada em arriscar um confronto com Ma, que chegou a Nanjing com uma grande frota em 17 de junho O Príncipe de Fu foi coroado imperador Hongguang em 19 de junho Foi decidido que o próximo ano lunar seria o primeiro ano do reinado de Hongguang.
O tribunal de Hongguang proclamou que o seu objectivo era "aliar-se aos tártaros para pacificar os bandidos", isto é, procurar cooperação com as forças militares Qing, a fim de aniquilar a milícia camponesa rebelde liderada por Li Zicheng e Zhang Xianzhong.
Como Ma era o principal apoiador do imperador, ele começou a monopolizar a administração da corte real, revivendo as funções dos eunucos restantes. Isso resultou em corrupções desenfreadas e negócios ilegais. Além disso, Ma envolveu-se em intensas disputas políticas com Shi, que era afiliado ao movimento Donglin.
Este deslocamento de tropas facilitou a captura de Yangzhou pelos Qing. Isso resultou no massacre de Yangzhou e na morte de Shi em maio de 1645. Também levou diretamente ao fim do regime de Nanjing. Depois que os exércitos Qing cruzaram o rio Yangtze, perto de Zhenjiang, em 1º de junho, o imperador fugiu de Nanjing. Os exércitos Qing liderados pelo príncipe Manchu Dodo moveram-se imediatamente em direção a Nanjing, que se rendeu sem lutar em 8 de junho de 1645. Um destacamento de soldados Qing capturou o imperador em fuga em 15 de junho, e ele foi trazido de volta a Nanjing em 18 de junho O imperador caído foi posteriormente transportado para Pequim, onde morreu no ano seguinte.
A história oficial, escrita sob o patrocínio Qing no século XVIII, culpa a falta de previsão de Ma, a sua fome de poder e dinheiro e a sua sede de vingança privada pela queda da corte de Nanjing.
Zhu Changfang, Príncipe de Lu, declarou-se regente em 1645, mas rendeu-se no ano seguinte.

## Corte de Fuzhou (1645-1646)

Conquista Qing do Sul Ming, 1645-1683

Em 1644, Zhu Yujian era um descendente de nona geração de Zhu Yuanzhang, que foi colocado em prisão domiciliar em 1636 pelo imperador Chongzhen. Ele foi perdoado e restaurado ao seu título principesco pelo imperador Hongguang. Quando Nanjing caiu em junho de 1645, ele estava em Suzhou a caminho de seu novo feudo em Guangxi. Quando Hangzhou caiu em 6 de julho, ele recuou rio Qiantang e seguiu para Fujian a partir de uma rota terrestre que passava pelo nordeste de Jiangxi e áreas montanhosas no norte de Fujian. Protegido pelo general Zheng Hongkui, em 10 de julho proclamou sua intenção de se tornar regente da dinastia Ming, título que recebeu formalmente em 29 de julho, poucos dias depois de chegar a Fuzhou. Ele foi entronizado como imperador em 18 de agosto de 1645. A maioria dos oficiais de Nanjing se rendeu aos Qing, mas alguns seguiram o Príncipe de Tang em sua fuga para Fuzhou.
Em Fuzhou, o Príncipe de Tang estava sob a proteção de Zheng Zhilong, um comerciante marítimo chinês com habilidades organizacionais excepcionais que se rendeu aos Ming em 1628 e recentemente foi feito conde pelo imperador Hongguang. Zheng Zhilong e sua esposa japonesa Tagawa Matsu tiveram um filho, Zheng Sen. O pretendente, que não tinha filhos, adotou o filho mais velho de Zheng Zhilong, Zheng Sen, concedeu-lhe o sobrenome imperial e deu-lhe um novo nome pessoal: Chenggong. O nome Koxinga é derivado de seu título “senhor do sobrenome imperial” (guóxìngyé).
Em outubro de 1645, o Imperador Longwu ouviu que outro pretendente Ming, Zhu Yihai, Príncipe de Lu, havia se nomeado regente em Zhejiang, e assim representava outro centro de resistência legalista. Mas os dois regimes não conseguiram cooperar, tornando as suas probabilidades de sucesso ainda menores do que já eram.
Em fevereiro de 1646, os exércitos Qing tomaram terras a oeste do rio Qiantang do regime Lu e derrotaram uma força desorganizada que representava o imperador Longwu no nordeste de Jiangxi. Em maio daquele ano, as forças Qing sitiaram Ganzhou, o último bastião Ming em Jiangxi. Em Julho, uma nova Campanha do Sul liderada pelo Príncipe Manchu Bolo desorganizou o regime de Zhejiang do Príncipe Lu e começou a atacar o regime de Longwu em Fujian. Zheng Zhilong, o principal defensor militar do imperador Longwu, fugiu para a costa. Com o pretexto de aliviar o cerco de Ganzhou, no sul de Jiangxi, a corte de Longwu deixou sua base no nordeste de Fujian no final de setembro de 1646, mas o exército Qing os alcançou. Longwu e sua imperatriz foram sumariamente executados em Tingzhou (oeste de Fujian) em 6 de outubro. Após a queda de Fuzhou em 17 de outubro, Zheng Zhilong desertou para os Qing, mas seu filho Koxinga continuou a resistir. Através das redes Zheng, os Ming do Sul continuaram a desfrutar de uma posição diplomática privilegiada em relação aos Tokugawa Japão, que isentaram os navios Ming do Sul da proibição de exportação de armas e materiais estratégicos, e da proibição de esposas japonesas de homens chineses da dinastia Ming do Sul. permanecendo no Japão. Os Zheng também conseguiram recrutar tropas japonesas, especialmente dos seus simpatizantes mais fortes, os domínios de Satsuma e Mito.

## Corte de Guangzhou (1646-1647)

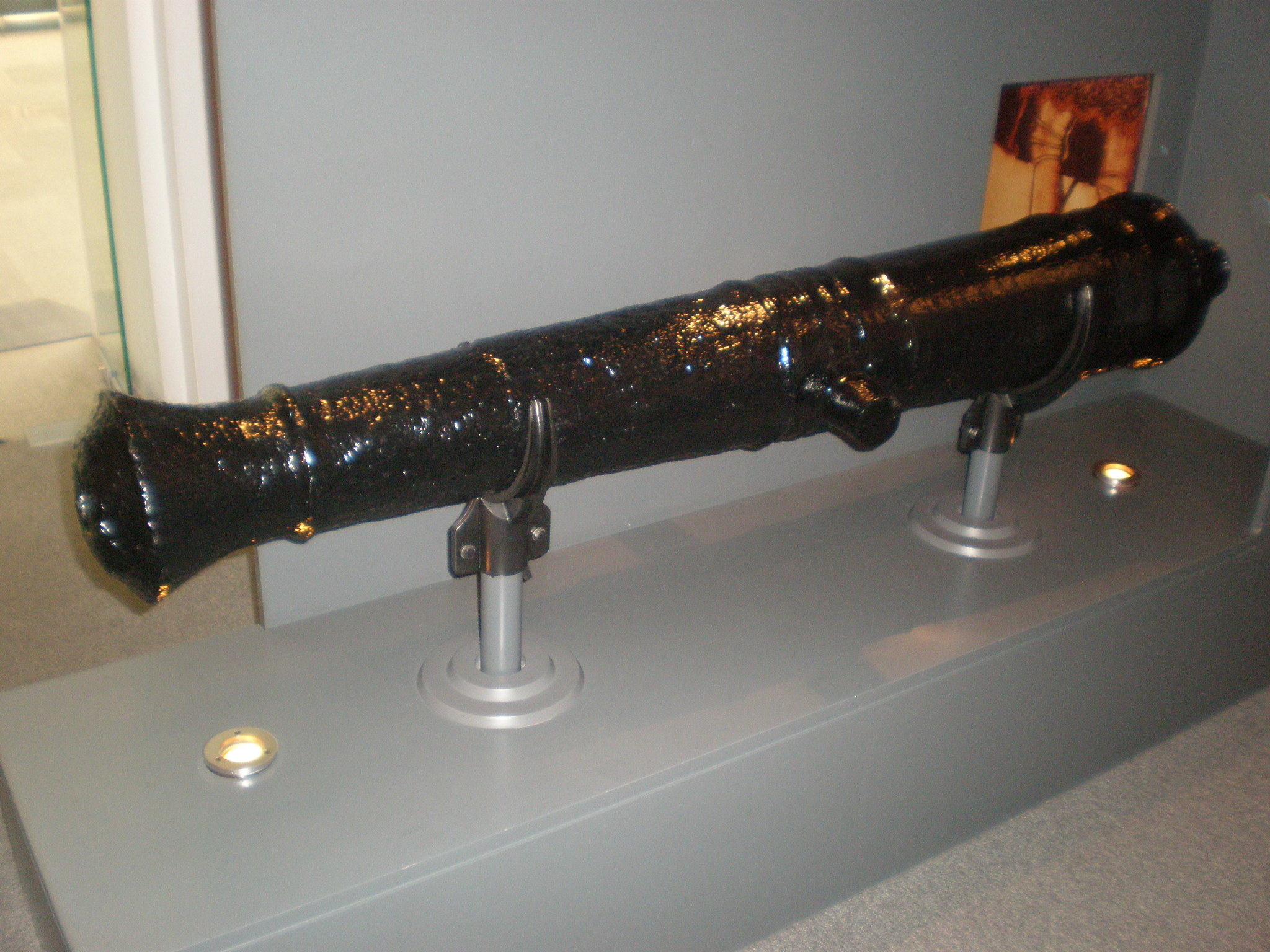
Um canhão lançado em 1650 pelos Ming do sul, quando os remanescentes do regime Ming estavam baseados em Guangdong. (Do Museu de Defesa Costeira de Hong Kong)

O irmão mais novo do imperador Longwu, Zhu Yuyue, que havia fugido de Fuzhou por mar, logo fundou outro regime Ming em Guangzhou, capital da província de Guangdong, proclamando a era de Shaowu (紹武) em 11 de dezembro de 1646. Sem trajes oficiais, a corte teve que comprar mantos de trupes de teatro locais. Em 24 de dezembro, Zhu Youlang, Príncipe de Gui, estabeleceu o regime Yongli (永曆) na mesma vizinhança. Os dois regimes Ming lutaram entre si até 20 de janeiro de 1647, quando uma pequena força Qing liderada pelo ex-comandante Ming do Sul, Li Chengdong (李成棟), capturou Guangzhou, fazendo com que o imperador Shaowu cometesse suicídio e fazendo com que o imperador Yongli fugisse para Nanning, em Guangxi.
Os portugueses em Macau forneceram ajuda militar sob a forma de canhões aos dois tribunais criados pelos príncipes de Gui e Tang em troca de isenção de impostos, mais terras em redor de Macau e conversões ao catolicismo. A imperatriz viúva, as duas imperatrizes e o príncipe herdeiro converteram-se ao catolicismo, e os missionários jesuítas levaram cartas ao Papa e aos portugueses pedindo ajuda.

## Corte de Nanning (1646-1651)

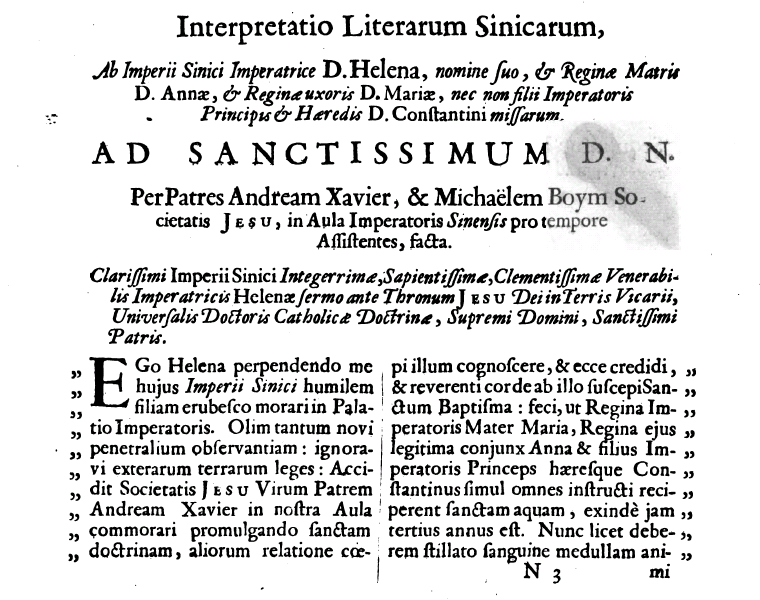
Carta da imperatriz viúva Helena Wang (a "mãe honorária" (孝正皇太后王氏) do imperador Yongli) ao Papa com um pedido de ajuda. Novembro de 1650. Tradução latina de Michał Boym.

Li Chengdong suprimiu uma resistência mais leal em Guangdong em 1647, mas amotinou-se contra os Qing em maio de 1648 porque se ressentia de ter sido nomeado apenas comandante regional da província que havia conquistado. A rebelião simultânea de outro antigo general Ming em Jiangxi ajudou o regime de Yongli a retomar a maior parte do sul da China, deixando os Qing no controlo de apenas alguns enclaves em Guangdong e no sul de Jiangxi. Mas este ressurgimento das esperanças leais durou pouco. Os novos exércitos Qing conseguiram reconquistar as províncias centrais de Huguang (atual Hubei e Hunan), Jiangxi e Guangdong em 1649 e 1650. O imperador Yongli fugiu para Nanning e de lá para Guizhou. Em 24 de novembro de 1650, as forças Qing lideradas por Shang Kexi - o pai de um dos "Três Feudatórios" que se rebelariam contra os Qing em 1673 - capturaram Guangzhou após um cerco de dez meses e massacraram a população da cidade, matando cerca de 70.000 pessoas.

## Exílio em Yunnan e na Birmânia (1651-1661)
Embora os Qing, sob a liderança do Príncipe Regente Dorgon (1612-1650), tenham empurrado com sucesso os Ming do Sul para o sul da China, o lealismo Ming ainda não estava morto. No início de agosto de 1652, Li Dingguo, que havia servido como general em Sichuan sob o comando do rei bandido Zhang Xianzhong (falecido em 1647) e agora protegia o imperador Yongli, retomou Guilin (província de Guangxi) dos Qing. Dentro de um mês, a maioria dos comandantes que apoiavam os Qing em Guangxi voltaram para o lado Ming. Apesar das campanhas militares ocasionalmente bem-sucedidas em Huguang e Guangdong nos dois anos seguintes, Li não conseguiu retomar cidades importantes.
Em 1653, a corte Qing encarregou Hong Chengchou de retomar o sudoeste. Com sede em Changsha (onde hoje é a província de Hunan), ele pacientemente construiu suas forças; somente no final de 1658 as tropas Qing, bem alimentadas e bem abastecidas, montaram uma campanha multifacetada para tomar Guizhou e Yunnan. No final de janeiro de 1659, um exército Qing liderado pelo príncipe manchu Doni tomou a capital de Yunnan, fazendo com que o imperador Yongli fugisse para a vizinha Birmânia, que era então governada pelo rei Pindale Min da dinastia Taungû. O último soberano dos Ming do Sul permaneceu lá até 1662, quando foi capturado e executado por Wu Sangui, cuja rendição aos Qing em abril de 1644 permitiu a Dorgon iniciar a conquista Qing dos Ming.

## Reino de Tungning (1661-1683)

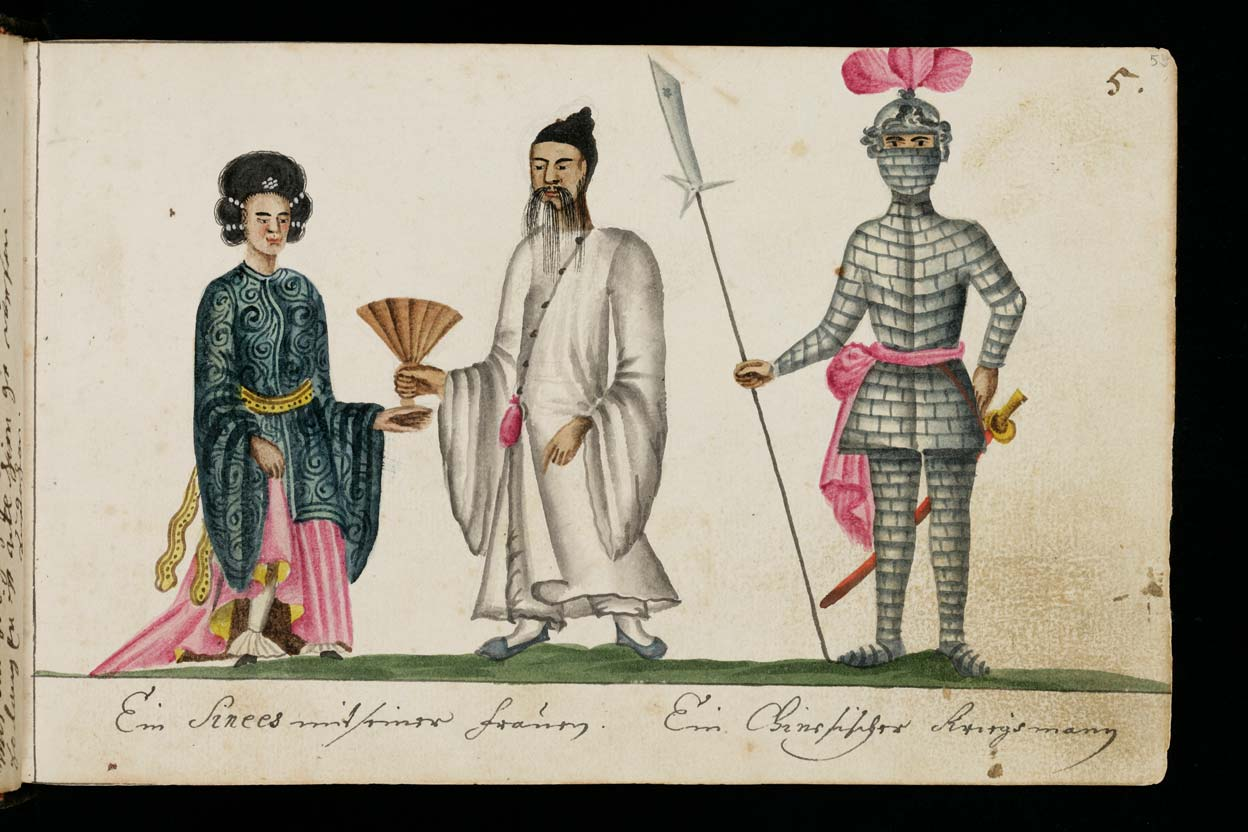
Representação de um soldado Ming do Sul e de um chinês e sua esposa, de Georg Franz Müller

Koxinga (Zheng Chenggong), filho de Zheng Zhilong, foi agraciado com os títulos: Marquês de Weiyuan, Duque de Zhang, e Príncipe de Yanping pelo Imperador Yongli.
Koxinga decidiu então tomar Taiwan dos holandeses. Ele lançou o Cerco ao Forte Zeelandia, derrotando os holandeses e expulsando-os de Taiwan. Ele então estabeleceu o Reino de Tungning no local da antiga colônia holandesa. Os príncipes Ming que acompanharam Koxinga a Taiwan foram Zhu Shugui, Príncipe de Ningjing e Zhu Honghuan, filho de Zhu Yihai, Príncipe de Lu.
O neto de Koxinga, Zheng Keshuang, rendeu-se à dinastia Qing em 1683 e foi recompensado pelo Imperador Kangxi com o título de Duque de Hanjun e ele e seus soldados foram introduzidos nas Oito Bandeiras. Os Qing enviaram os 17 príncipes Ming que ainda viviam em Taiwan de volta à China continental, onde passaram o resto de suas vidas.

## Sudeste da Ásia
O pirata chinês leal aos Ming Yang Yandi (Dương Ngạn Địch)  e sua frota navegaram para o Vietnã para deixar a dinastia Qing em março de 1682, aparecendo pela primeira vez na costa de Tonkin, no norte do Vietnã. De acordo com o relato vietnamita, Vũ Duy Chí (武惟志), um ministro da dinastia vietnamita Lê elaborou um plano para derrotar os piratas chineses enviando mais de 300 meninas que eram lindas cantoras e prostitutas com lenços vermelhos para irem ao Sucatas piratas chinesas em pequenos barcos. Os piratas chineses e as meninas vietnamitas do norte (Tonquineses) fizeram sexo, mas as mulheres molharam os canos das armas dos navios piratas com seus lenços, que molharam. Eles então partiram nos mesmos barcos. A marinha dos Lordes Trinh atacou então a frota pirata chinesa, que não conseguiu revidar com suas armas molhadas. A frota pirata chinesa, originalmente composta por 206 juncos, foi reduzida para 50-80 juncos quando alcançou Quang Nam, no Vietnã do Sul, e o delta do Mekong. Os piratas chineses que fizeram sexo com mulheres norte-vietnamitas também podem ter transmitido uma epidemia mortal da China que devastou o regime de Tonkin no norte do Vietnã. Fontes francesas e chinesas dizem que um tufão contribuiu para a perda de navios juntamente com a doença. A corte Nguyễn do sul do Vietnã permitiu que Yang (Duong) e seus seguidores sobreviventes se reassentassem em Đồng Nai, que havia sido recentemente adquirida dos Khmers. Os seguidores de Duong nomearam seu assentamento como Minh Huong, para relembrar sua lealdade à dinastia Ming. 